# Thái Vi viên

Thái Vi Viên

Thái Vi viên (太微垣) là một trong tam viên, nhóm sao trong thiên văn cổ Trung Quốc, phân bố xung quanh cực bắc và nhóm sao Bắc đẩu. Chúng được nhìn thấy quanh năm từ các vĩ độ trung bình của bán cầu Bắc.
Thái Vi Viên gồm 20 tinh quan:
1、太微右垣 - Thái Vi Hữu Viên (5 ngôi sao)
2、太微左垣 - Thái Vi Tả Viên (5 ngôi sao)
3、谒者 - Yết Giả (1 ngôi sao)
4、三公内 - Tam Công Nội (3 ngôi sao)
5、九卿内 - Cửu Khanh Nội (3 ngôi sao)
6、内五诸侯 - Nội Ngũ Chư Hậu (5 ngôi sao)
7、五帝座 - Ngũ Đê Tọa (5 ngôi sao)
8、轩屏 - Hiên Bính (4 ngôi sao)
9、太子 - Thái Tử (1 ngôi sao)
10、从官 - Tùng Cung (1 ngôi sao)
11、幸臣 - Hạnh Thần (1 ngôi sao)
12、郎位 - Lang Vị (15 ngôi sao)
13、郎将 - Lang Tướng (1 ngôi sao)
14、常陈 - Trường Trần (7 ngôi sao)
15、虎贲 - Hổ Bôn (1 ngôi sao)
16、三台 - Tam Đài (6 ngôi sao)
17、少微 - Thiểu Vi (4 ngôi sao)
18、长垣 - Trường Viên (4 ngôi sao)
19、灵台 Ling Đài (3 ngôi sao)
20、明堂 - Minh Đưởng (3 ngôi sao)